# Iziriana
Iziriana (łac. Diocesis Izirianensis) – stolica historycznej diecezji w Cesarstwie rzymskim w prowincji Numidia zlikwidowana w VII w. podczas ekspansji islamskiej, współcześnie w północnej Algierii. Obecnie katolickie biskupstwo tytularne. 

## Biskupi tytularni
| Lp. | Biskup                     | Funkcja                                        | Od                   | Do                |
| --- | -------------------------- | ---------------------------------------------- | -------------------- | ----------------- |
| 1   | Georg Kilian Pflaum        | wikariusz apostolski Ñuflo de Chávez (Boliwia) | 16 listopada 1953    | 18 września 1971  |
| 2   | Matthias Ssekamaanya       | biskup pomocniczy Kampali (Uganda)             | 9 marca 1985         | 30 listopada 1996 |
| 3   | Juan José Asenjo Pelegrina | biskup pomocniczy Toledo (Hiszpania)           | 27 lutego 1997       | 28 lipca 2003     |
| 4   | Cornel Damian              | biskup pomocniczy Bukaresztu (Rumunia)         | 31 października 2003 |                   |